# 羅賓·士高
羅賓·安東尼·士高（Robert Anthony Scott，1990年12月7日—），生於英國，蘇格蘭足球運動員，司職前鋒，現時效力香港超級聯賽球會港會。

## 球會生涯
羅賓士高生於英國，兩歲就隨家人到香港定居，在15歲就與比他大3歲的港腳麥基及積施利同於港會效力，不過在17歲他選擇回英國讀書。
3年後，羅賓士高在英國見到23歲的昔日隊友麥基首度披上港隊戰衣，令當時20歲的他一度以此為目標，到他22歲時回港在愉景灣國際學校擔任體育老師，並重返港會，就一直在低組別蹉跎，更一度在2015/16球季甲組聯賽取得16球，成為球會首席射手，協助港會奪得亞軍。
2016/17球季，他以業餘球員身份隨球會升班挑戰港超聯，但港會仍然維持其業餘身份，陣中球員都有正職，而羅賓士高希望被其他港超聯球會看中，成為職業球員，除擔任左中場外亦試過客串左後衛，但仍然是球會進攻重心，在上半季為隊友創造11次入球機會，並錄得2記助攻，超過60次傳中球，都為全隊最多。到2017年2月17日主場迎戰R&F富力的護級大戰，雖然球會於下半場早段已落後4球，不過羅賓士高仍多次在左路突破，成為港會最搶眼的球員，更被球迷評價為擁有職業水平，但最終港會仍以3–4落敗，卻赢盡全場球迷掌聲。
結果港會全季僅得6分榜尾收場，需降班至甲組作賽，雖然有部份隊友獲港超球隊斟介，唯大多也不願放棄原來的高薪厚職轉為全職球員，不過羅賓士高與他們不同，願意放棄原來的工作，全職踢足球，甚至穿起希望香港隊戰衣，與昔日隊友麥基並肩作戰，唯根本沒有任何港超球隊有意簽下他。

## 球會榮譽
港會
- 香港甲組聯賽冠軍（2017–18季度、2020–21季度）
- 香港甲組聯賽亞軍（2014–15季度、2015–16季度、2018–19季度）

## 外部連結
- 香港足球總會網頁球員註冊資料 （页面存档备份，存于）
- Transfermarkt